# Amerikanische Lotosblume
Die Amerikanische Lotosblume (Nelumbo lutea) bildet zusammen mit dem  Indischen Lotos (Nelumbo nucifera) die Pflanzengattung Lotosblumen (Nelumbo) innerhalb der monogenerischen Familie der Lotosgewächse (Nelumbonaceae).

## Beschreibung

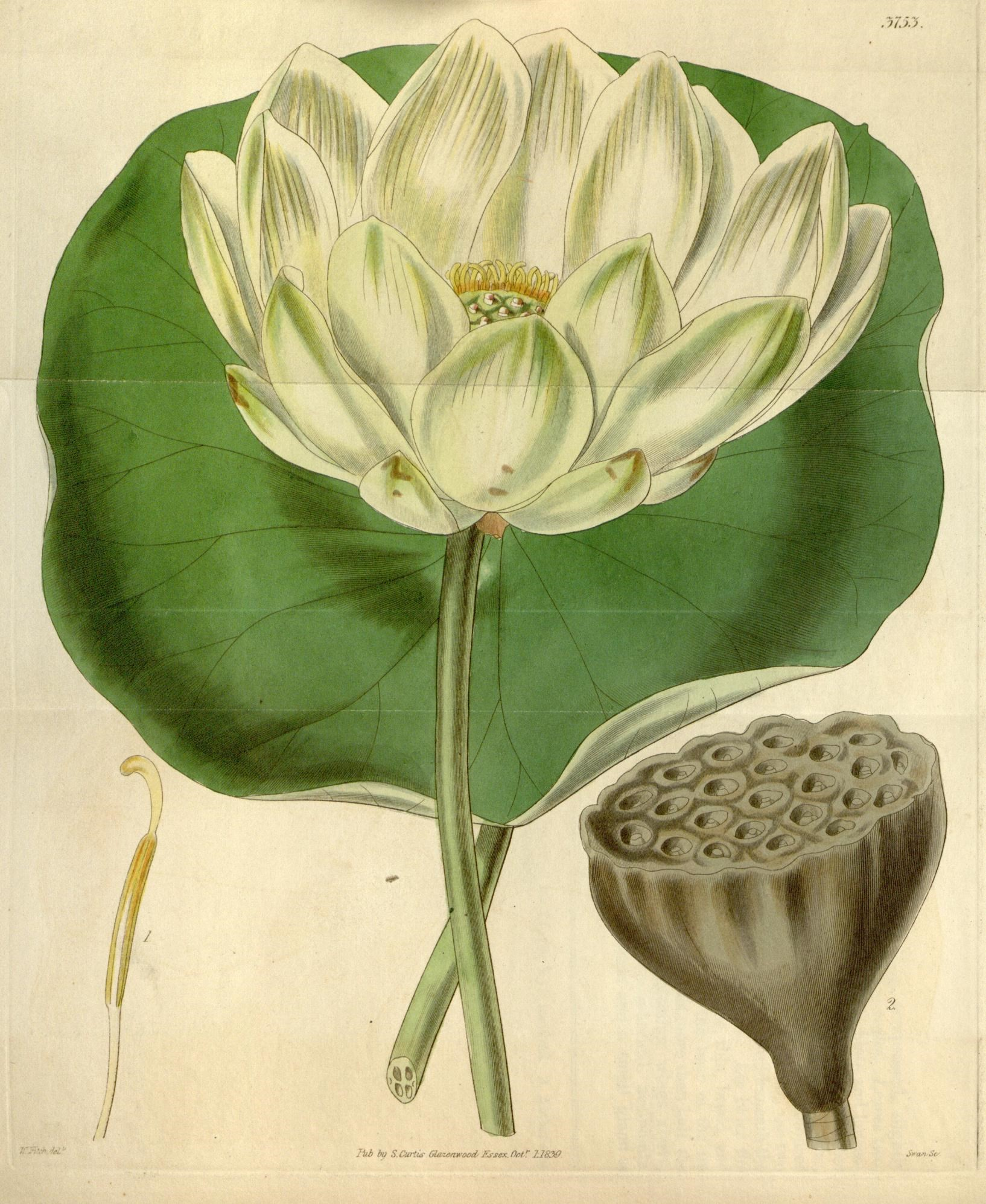
Illustration aus Curtis’s Botanical Magazine, Tafel 3753

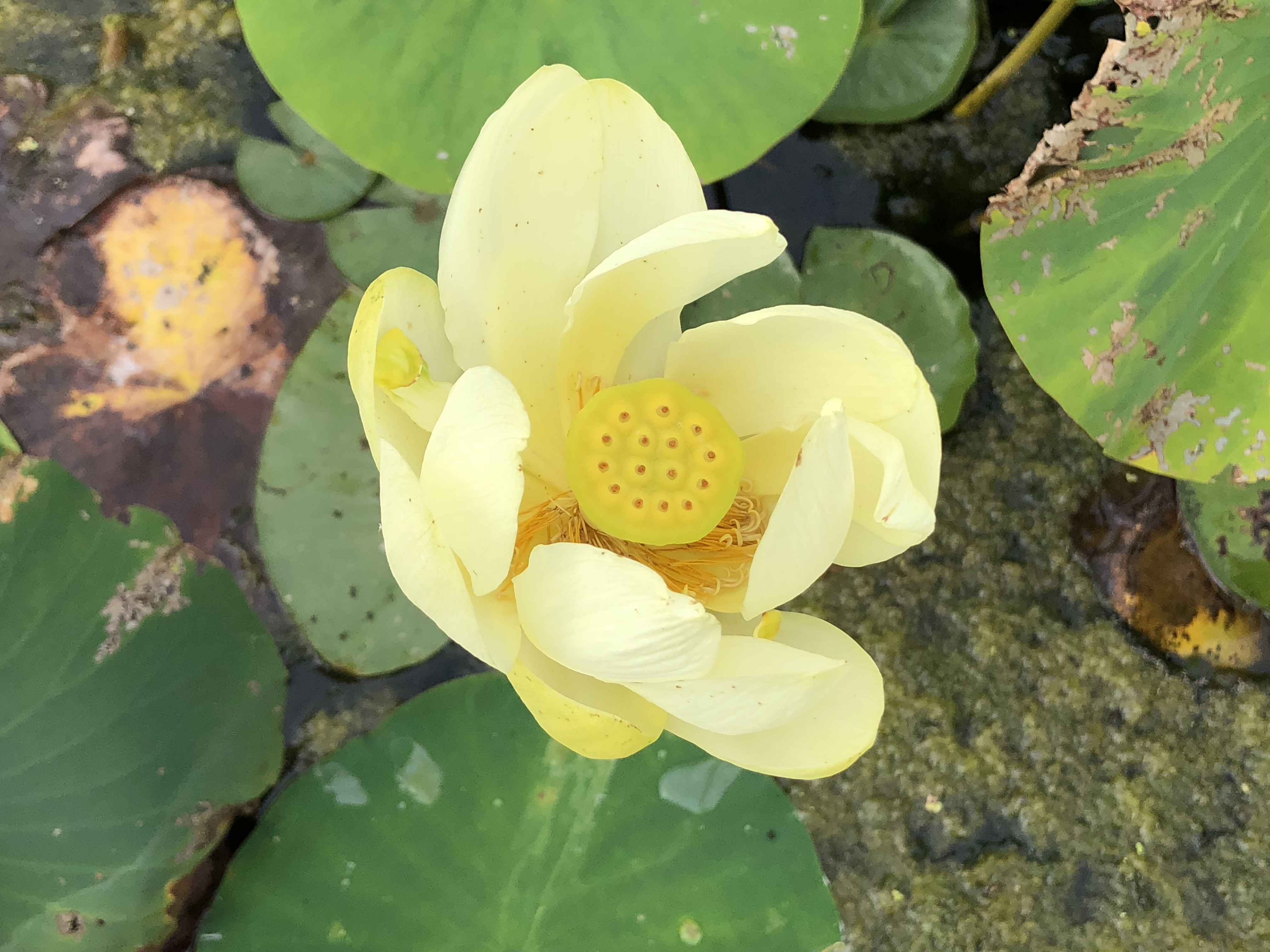
Blüte

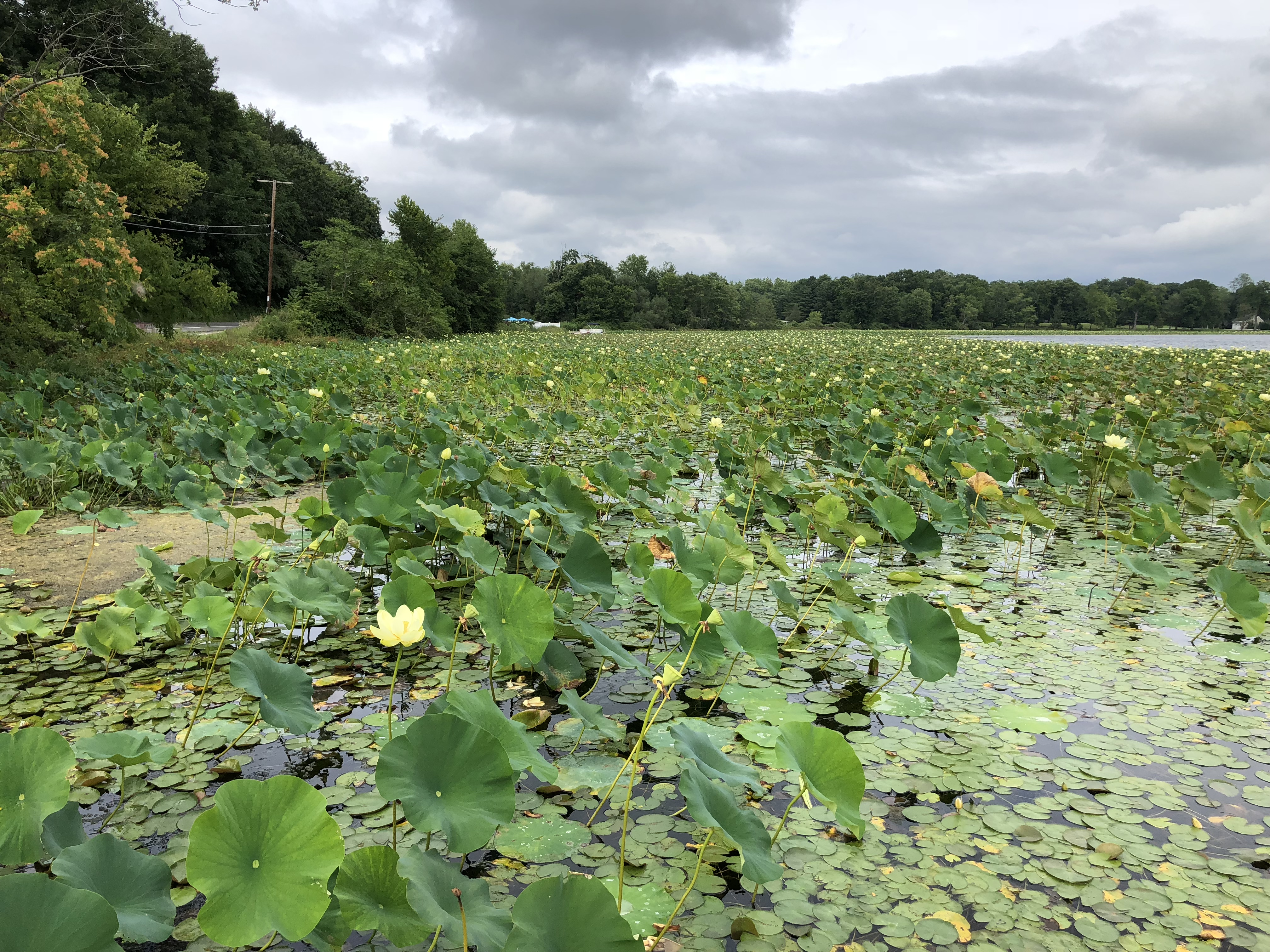
Bestand in New Jersey

### Vegetative Merkmale
Die Amerikanische Lotosblume ist eine ausdauernde, krautige Pflanze. Als Überdauerungsorgane bildet sie Rhizome.
Die Laubblätter sind in Blattstiel und -spreite gegliedert. Der Blattstiel ist meist länger als 2 Meter. Die peltate, runde und ganzrandige Blattspreite weist einen Durchmesser von 50 bis 80 Zentimetern auf.

### Generative Merkmale
In Nordamerika reicht die Blütezeit vom späten Frühling bis zum Sommer. Die Blüten stehen 1 bis 1,5 Meter über dem Wasser.
Die zwittrigen Blüten haben einen Durchmesser von bis zu 25 Zentimetern. Die vielen leuchtend gelben Blütenhüllblätter sind 1 bis 13 Zentimeter lang; die äußersten ein bis fünf bleiben lange erhalten. Jede Blüte enthält 100 bis 200 Staubblätter. Die Staubbeutel sind 1 bis 2 Zentimeter lang. Es sind viele freie Fruchtblätter vorhanden.
Die mehr oder weniger kugelige Frucht besitzt eine Größe von 10 bis 16 × 8 bis 13 Millimetern.
Die Chromosomenzahl beträgt 2n = 16.

## Ökologie
Die Amerikanische Lotosblume ist eine Wasserpflanze. Die Bestäubung erfolgt durch Käfer.

## Vorkommen
Die Amerikanische Lotosblume findet man im Zentrum und im Osten der Vereinigten Staaten, in Mexiko, Honduras, Kuba, Jamaika und Hispaniola.